# Bühnenmusik
Der Begriff Bühnenmusik bezeichnet Musik auf der Bühne in einem Schauspiel oder einer Oper.
Bühnenmusik wird im weiteren Sinn oft gleichbedeutend mit Schauspielmusik verwendet, für sämtliche Musik, die während einer Schauspielaufführung erklingt.
Bühnenmusik im engeren Sinn ist ein integraler Bestandteil der Handlung, wird also etwa von den Figuren eines Dramas gesungen oder gespielt – im Unterschied zu Musik, die aus dem Orchestergraben oder aus Lautsprechern kommt. Sie ist eine Musik, die nicht nur von den Schauspielern oder Sängern gehört wird, sondern auch von den dargestellten Figuren. Mit dem Ausdruck Bühnenmusik kann zudem ein Musikensemble gemeint sein, das in die Handlung integriert ist und auf oder hinter der Bühne spielt. Für die Bühnenmusik in diesem Sinne steht in Opern-Partituren oft der italienische Begriff Banda.
In Mozarts Oper Don Giovanni (1787) spielen im Finale des ersten Akts (Ballsaal) drei Orchester unterschiedliche Tanzmusik auf der Bühne. Zugleich spielt wie üblich das Orchester im Orchestergraben, das nicht zur Bühnenmusik gehört. In der italienischen Oper des 19. Jahrhunderts spielt oft eine Banda die Bühnenmusik, die in der Orchester-Partitur nicht Stimme für Stimme notiert ist, weil ihr Part an jedem Aufführungsort für die lokale Blasmusik arrangiert wurde, die in ihrer Uniform auf der Bühne stand.
Vergleichbar mit dem Begriff der Bühnenmusik ist die diegetische Musik im Film.